# بوب إيبرل
بوب إيبرل هو سياسي أمريكي، ولد في 1934 في ميزوري في الولايات المتحدة. نشط حزبياً في الحزب الجمهوري. وقد انتخب عضو مجلس نواب واشنطن ‏.